# Ленинский район (Ростов-на-Дону)
Ленинский район — административно-территориальная единица, один из 8 районов города Ростова-на-Дону.
Крупный промышленный, торгово-предпринимательский, культурный и научно-образовательный район. Сформирован в 1920 году с наименованием Темерницкий. Уже после смерти В. И. Ленина он был переименован в Ленинский. В 1937 году часть территории Ленинского района, находящаяся за р. Темерник, была передана Железнодорожному району.

## Население
| 1959    | 1970     | 1979    | 1989    | 2002    | 2009    | 2010    |
| ------- | -------- | ------- | ------- | ------- | ------- | ------- |
| 112 081 | ↘103 837 | ↘90 634 | ↘79 855 | ↗81 827 | ↘77 495 | ↗78 446 |
| 2012    | 2013     | 2014    | 2015    | 2016    | 2017    | 2018    |
| ↗79 406 | ↗80 240  | ↗80 887 | ↗81 489 | ↗81 916 | ↗82 173 | ↘81 779 |
| 2019    | 2020     | 2021    |         |         |         |         |
| ↘81 241 | ↘80 805  | ↘79 649 |         |         |         |         |

## Экономика
Общее количество предприятий, организаций, учреждений — 5605, в том числе негосударственных — 5450. Основу промышленного потенциала района составляют 22 крупных и средних предприятия это «Ростовский комбинат хлебопродуктов», «Донская кожа», «Донской кирпич», Завод «Агат», «Донская гофротара», «Ростовэнерго» и другие.

## Образование
Ленинский район занимает особое место в городе Ростове-на-Дону по образованию: в районе 5 вузов — Ростовский государственный архитектурный институт, Ростовская государственная консерватория им. С. Рахманинова, Северо-Кавказская академия государственной службы, Ростовский филиал Российской таможенной академии и 5 колледжей — строительный, финансово-экономический, связи и информатики, радиоприборостроения, автодорожный, техникум кино и телевидения, техникум железнодорожного транспорта. Большое внимание уделяется школьным и дошкольным учреждениям, так в 2005 году сдан спортивный комплекс на базе школы № 70. Это первый школьный стадион в Ростове-на-Дону, проект которого выполнен по европейскому стандарту. В лицее №57 в 1967 году создан школьный музей, который на протяжении нескольких последних лет является одним из лучших школьных музеев города Ростова-на-Дону. 

## Культура
Ленинский район является крупным культурным центром, здесь сконцентрированы основные учреждения культуры: Дворец спорта, Дворец творчества молодежи, Дворец культуры — строителей, «Энергетик» и образовательно-культурный музыкальный центр им. Кима Назаретова. Люди всех поколений и возрастов с удовольствием посещают центральный парк культуры и отдыха им. М.Горького и парк им. 8 Марта.
На территории района расположены 268 памятников архитектуры, истории и культуры.

## Архитектура района

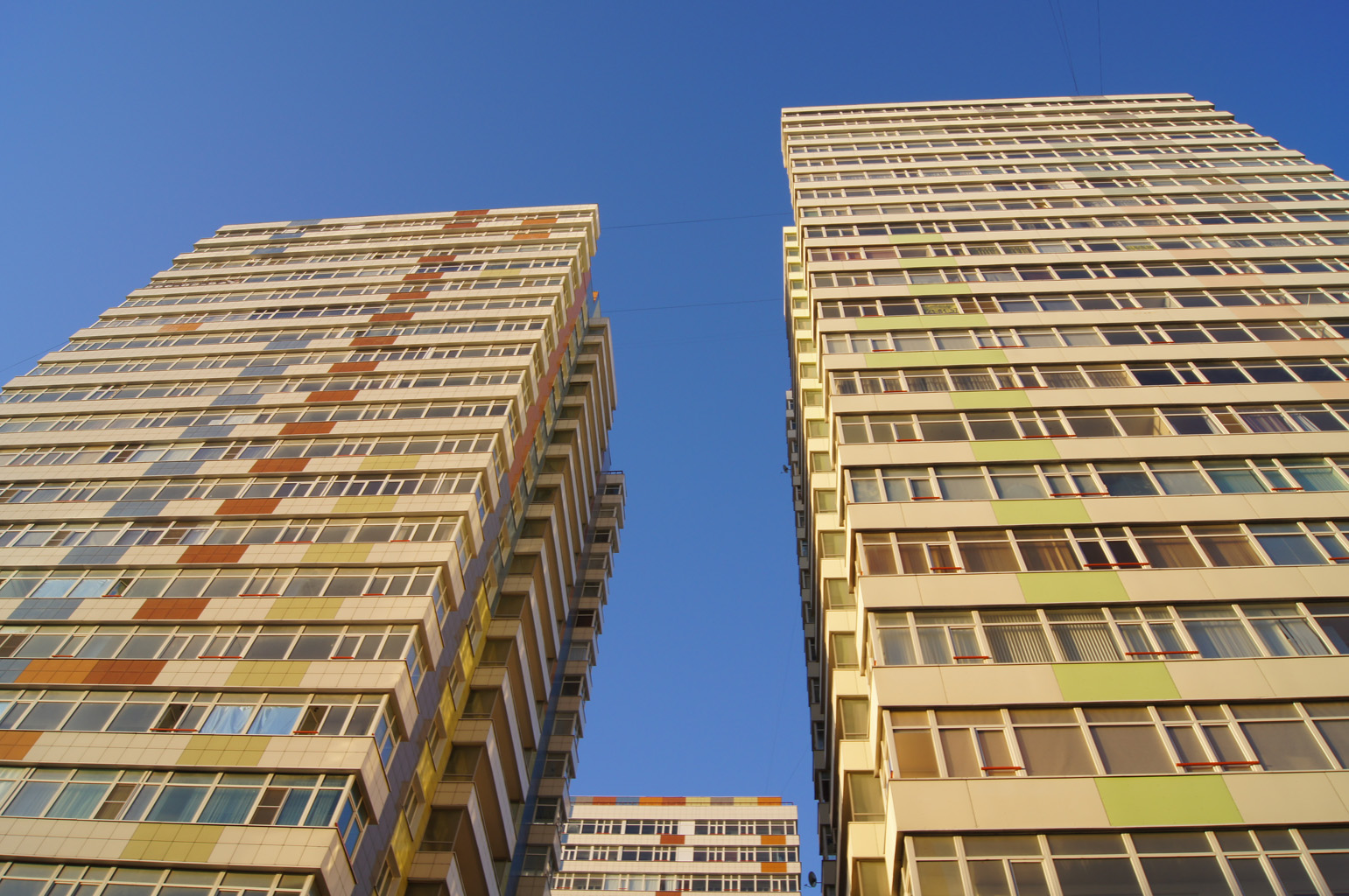
Жилой комплекс «Олимп Тауэрс» — одни из самых высоких зданий Ростова-на-Дону

Историческая застройка района представлена малоэтажными по современным мерками зданиями «купеческой застройки». Многие здания, в том числе имеющие статус памятников, имеют высокий процесс износа. Новая застройка района осуществляется и комплексно, и точечно. Нередки примеры неудачного с точки зрения архитектуры точечного строительства, наиболее ярким из которых является бизнес-центр «Купеческий двор».
В 2004 году возведена колокольня на территории собора Пресвятой Богородицы, возле этого собора в сентябре 1999 года воздвигнут памятник основателю города Ростова Димитрию Ростовскому. 4 октября 2000 года, в День обретения мощей Святителя Димитрия, Митрополита Ростовского, в парке им. 8 марта был заложен камень в основании построенного храма во имя святителя Димитрия Ростовского. Совместно со строительством храма была благоустроена территория парка. С 2009 по 2018 годы Ленинский район был обладателем самых высоких зданий в городе: трёх 22—23-этажных домов максимальной высотой 92 метра в составе комплекса «Олимп Тауэрс» в районе Гвардейской площади. В 2018 в районе Темерницкого моста был построен ЖК "Белый Ангел" — 32 этажное здание высотой 145 метров.

## Улицы
| - Большая Садовая - Береговая - Бондаренко улица - Братский переулок - Будённовский проспект - Газетный переулок - Гайдара улица - Гвардейский переулок - Доломановский переулок - Зявкина улица | - Катаева улица - Красноармейская - Максима Горького - Маркова улица - Мечникова улица - Московская улица - Подтелкова улица - Почтовая улица - Пушкинская - Семашко проспект | - Серафимовича - Сиверса проспект - Согласия - Соляной спуск - Станиславского улица - Темерницкая улица - Филимоновская улица - Халтуринский переулок - Черепахина улица |